# Aegle semicana
Aegle semicana is een vlinder uit de familie uilen (Noctuidae). De wetenschappelijke naam is voor het eerst geldig gepubliceerd in 1798 door Esper.
De soort komt voor in Europa.